# Blaaskopvliegen
De blaaskopvliegen (Conopidae) zijn een familie uit de orde van de tweevleugeligen (Diptera), onderorde vliegen (Brachycera). Wereldwijd omvat deze familie zo'n 52 genera en 831 soorten.
Blaaskopvliegen zijn parasitoïden die meestal bijen en wespen als gastheer gebruiken. Het vrouwtje legt in de vlucht een eitje in een volwassen insect, waarna de larve in dit insect leeft. De gastheer trekt zich na enige tijd terug en sterft uiteindelijk.

## Taxonomie
De volgende geslachten zijn bij de familie ingedeeld:
- Abrachyglossum – Anticonops – Archiconops – Asiconops – Atrichoparia – Australoconops – Baruerizodion – Brachyceraea – Brachyceratias – Caenoconops – Callosiconops – Camrasiconops – Carbonosicus – Chrysidiomyia – Conops – Dacops – Dalmannia – Delkeskampomyia – Euconops – Gyroconops – Heteroconops – Jelte – Leopoldius – Macroconops – Mallochoconops – Melanosoma – Merziella – Microbrachyceraea – Microconops – Myopa – Myopotta – Neobrachyceraea – Neobrachyglossum – Neoconops – Notoconops – Paraconops – Paramyopa – Parazodion – Physocephala – Physoconops – Pleurocerina – Pleurocerinella – Pseudoconops – Pseudomyopa – Pseudophysocephala – Robertsonomyia – Scatoccemyia – Schedophysoconops – Setosiconops – Sicus – Siniconops – Smartiomyia – Smithiconops – Stenoconops – Stylogaster – Tammo – Tanyconops – Thecophora – Tropidomyia – Zodiomyia – Zodion – †Palaeomyopa

## In Nederland voorkomende soorten
- Genus: Abrachyglossum
  - Abrachyglossum capitatum - (Stekeldrager)
- Genus: Conops
  - Conops flavipes - (Zwart-gele blaaskop)
  - Conops quadrifasciatus - (Zilveren blaaskop)
  - Conops scutellatus - (Slanke blaaskop)
  - Conops strigatus - (Donkere blaaskop)
  - Conops vesicularis - (Hoornaarblaaskop)
- Genus: Dalmannia
  - Dalmannia punctata - (Gele sikkelblaaskop)
- Genus: Leopoldius
  - Leopoldius brevirostris - (Zwarte wespblaaskop)
  - Leopoldius calceatus - (Duistere wespblaaskop)
  - Leopoldius coronatus - (Echte wespblaaskop)
  - Leopoldius diadematus - (Verborgen wespblaaskop)
  - Leopoldius signatus - (Late wespblaaskop)
  - Leopoldius valvatus - (Klepwespblaaskop)
- Genus: Myopa
  - Myopa buccata - (Bont blaaskaakje)
  - Myopa dorsalis - (Vurig blaaskaakje)
  - Myopa fasciata - (Heideblaaskaakje)
  - Myopa hirsuta - (Harig blaaskaakje)
  - Myopa morio - (Zwart blaaskaakje)
  - Myopa pellucida - (Vaag blaaskaakje)
  - Myopa polystigma - (Veelvlekblaaskaakje)
  - Myopa tessellatipennis - (Gevlekt blaaskaakje)
  - Myopa testacea - (Stipblaaskaakje)
  - Myopa variegata - (Kalkblaaskaakje)
  - Myopa vicaria - (Oranje blaaskaakje)
- Genus: Physocephala
  - Physocephala chrysorrhoea - (Prachtknuppeltje)
  - Physocephala nigra - (Zwart knuppeltje)
  - Physocephala rufipes - (Gewoon knuppeltje)
  - Physocephala vittata - (Gracieus knuppeltje)
- Genus: Sicus
  - Sicus ferrugineus - (Roestbruine kromlijf)
  - Sicus fusenensis - (Mystieke kromlijf)
- Genus: Thecophora
  - Thecophora atra - (Grijs muisje)
  - Thecophora bimaculata - (Zeldzaam muisje)
  - Thecophora cinerascens - (Zilveren muisje)
  - Thecophora distincta - (Licht muisje)
  - Thecophora fulvipes - (Gouden muisje)
  - Thecophora jakutica - (Okergeel muisje)
- Genus: Zodion
  - Zodion cinereum - (Grijze blaaskop)
  - Zodion kroeberi - (Herfstblaaskop)